# Destination Eurovision
Destination Eurovision (dal francese: Destinazione Eurovisione) è stato un festival musicale francese organizzato annualmente dall'emittente pubblica France Télévisions in collaborazione con il canale televisivo France 2.
Il festival ha funto, a partire dal 2018, da metodo di selezione nazionale per il rappresentante della Francia all'Eurovision Song Contest.
La prima edizione si è tenuta tra il 13 e il 27 gennaio 2018 a Saint-Denis ed è stata vinta dal duo francese Madame Monsieur con Mercy. La prima edizione è stata trasmessa da France 2 e TV5 Monde e via web su Facebook.

## Edizioni
| Anno | Luogo                                | Presentatore/i | Vincitore/i     | Brano | Compositori                               |
| ---- | ------------------------------------ | -------------- | --------------- | ----- | ----------------------------------------- |
| 2018 | Studio Visual - Bât 210, Saint-Denis | Garou          | Madame Monsieur | Mercy | Madame Monsieur                           |
| 2019 | Studio Visual - Bât 210, Saint-Denis | Garou          | Bilal Hassani   | Roi   | Bilal Hassani, Madame Monsieur e Medeline |